# 吳智 (成化進士)
吳智（1432年—？），字汝哲，浙江紹興府餘姚縣人，民籍。明朝政治人物。進士出身。

## 生平
浙江鄉試第七十名。成化八年（1472年）壬辰科會試第二百三十八名，殿試登進士第三甲第一百五十七名。

## 家族
曾祖父吳得順。祖父吳彥英。父亲吳宗廣。